# Ondata di freddo dell'inverno 2005
L'ondata di freddo dell'inverno 2005/06 colpì l'Europa occidentale e centrale facendo registrare temperature sotto la media per quasi tutto il trimestre invernale e raggiunse il suo apice durante il mese di gennaio.

## Una gelida fine di novembre
Il periodo precedente agli ultimi dieci giorni di novembre fu caratterizzato da un clima sostanzialmente mite.
Poi l'Anticiclone delle Azzorre iniziò a spostare i suoi massimi sul Regno Unito.
Questa spinta verso Nord assieme alla concomitante presenza dell'Anticiclone russo-siberiano e ad una depressione formatasi sull'alto Tirreno tra il 16 e il 17 novembre, favorì la discesa di una profonda e gelida saccatura artica che prima interessò l'Europa orientale e poi, dopo che la cellula di alta pressione presente sul Regno Unito ruotò espandendosi verso est e posizionandosi in senso parallelo, anche il Mediterraneo con la formazione di due cicloni, prima sul Tirreno e poi sul Mar Ligure.
Il primo provocò una fase di maltempo al centro sud, mentre il secondo portò la neve al nord in seguito allo scorrimento di aria mite e umida sopra a quella fredda già presente.
L'Anticiclone delle Azzorre si spinse ancora verso nord provocando la discesa di un'altra saccatura che trasportò aria artica-marittima direttamente nel bacino del Mediterraneo.
L'ingresso del fronte polare sull'area mediterranea portò nuove precipitazioni, nevose a quote basse su tutto il Nord, ma non sufficienti per dar vita a nuove nevicate al piano, poiché il cuscino freddo preesistente si logorò durante la fase pre-frontale.

## Dicembre dominato dalle correnti orientali
Dicembre fu contrassegnato da numerose irruzioni artiche di matrice continentale che portarono temperature molto rigide ma cieli sereni e ci furono accumuli di neve di pochi cm.
Queste irruzioni erano pilotate da un Anticiclone delle Azzorre in una posizione insolita che faceva scorrere sul suo bordo orientale aria molto fredda.

## La svolta
A metà gennaio lo scenario italiano ed europeo cambiò drasticamente.
A seguito di ripetuti riscaldamenti stratosferici, il vortice polare si suddivise in due tronconi; il primo investì l'Atlantico prospiciente le coste canadesi, il secondo andò a colpire la Russia, portando una importante irruzione d'aria artica, che fece precipitare le temperature fino ai -32 °C di Mosca.
Ma il freddo non rimase confinato sulla Russia, difatti ben presto sconfinò verso Ovest; Svezia e Norvegia, a causa del contrasto tra l'avanzante aria gelida e l'aria atlantica più mite, subirono autentici blizzard.
Oslo venne seppellita da una coltre di oltre mezzo metro di neve in 24 ore, mentre a Helsinki si registrò una temperatura minima di -22,8 °C e una massima di -19 °C.
Viceversa le isole Svalbard e l'Islanda si trovarono esposte al flusso particolarmente mite proveniente dall'Atlantico.
Infine l'Anticiclone delle Azzorre dopo l'ennesima espansione verso nord-est, si unì all'Anticiclone russo-siberiano rinforzato dal precedente riscaldamento stratosferico. Si creò così il Ponte di Voejkov che promosse altre irruzioni gelide da est.

## Gelo in Italia
Il giorno 22 gennaio un nucleo gelido di matrice artico-continentale investì direttamente l'area Balcanica ma la parte più gelida non varcò l'Adriatico.
Anche l'Europa centrale non fu risparmiata dalla gelida palude fredda e così Berlino piombò a -20 °C di minima.
L'Italia fu comunque investita da tese correnti orientali, che si fecero sentire al Nord sotto forma di cieli sereni e relativo crollo termico.
Peggio andò per le regioni adriatiche, dove l'effetto Stau produsse intense nevicate che sfociarono anche in violente bufere.
In compenso la mattina del 24/01 il Nord si svegliò attanagliato dal gelo, che se non eccezionale fece scendere sui -11 °C la temperatura nel milanese e -6,6 a Castelnovo Sotto, mentre si toccarono i -9,1 il 25 gennaio.
Frattanto la cellula anticiclonica spostò i suoi massimi su Scozia, Irlanda e Islanda perdendo la componente termica e diventando dinamica.
Questo diede il via ad una seconda discesa fredda principalmente composta da aria artico-marittima verso l'Europa centrale ed il Mediterraneo.

## Grandi nevicate in Italia
Prima di giungere a destinazione, l'aria fredda transitò appena al di là delle Alpi e generò una depressione sul Golfo del Leone, la quale iniziò a convogliare aria mite verso la penisola.
Data la presenza del gelido cuscino freddo formatosi nella fase fredda precedente, lo scorrimento di aria umida e temperata sulla preesistente aria molto fredda, diede il via a copiose nevicate che interessarono gran parte del Nord Italia, ma soprattutto, almeno nella prima fase, l'angolo di nord-ovest (meno interessato il Piemonte), l'Emilia e appena dopo le Alpi e prealpi venete.
Il cuscino freddo, figlio della freddissima e dunque piuttosto densa aria artica continentale, resistette efficacemente ai venti umidi e temperati per tutto il 26 e 27 di gennaio, generando sul Nord Italia abbondanti nevicate, che in Lombardia raggiunsero diffusamente i 30 cm, con punte sino a 60—70 cm. Anche Genova subì una imponente nevicata.
A Castelnovo il manto si fermò a 20 cm di neve asciutta.
In quel periodo gelido sul finire del gennaio 2005 vennero colpite duramente dalle nevicate anche le Marche, l'Abruzzo, la Campania e la Basilicata dove nelle zone interne nevicò per molti giorni e si misurarono accumuli superiori al metro in Abruzzo, alcune aree dell'Irpinia, del Salernitano (immediato entroterra cilentano e Vallo di Diano), del Potentino e nelle aree interne marchigiane con diversi metri di neve sulle rispettive località appenniniche. Per quanto riguarda l'Abruzzo, dal 18 gennaio iniziò a nevicare su tutta la Regione, ma la zona più colpita è quella di Sulmona, più si sale di quota e più è alta la neve, fino ai 200 centimetri netti di Roccacaramanico.La notte del 27 gennaio anche Roma viene interessata da una breve nevicata, non in tutta la città ma solo nei quartieri orientali e meridionali, con accumulo anche fino a 3/5 cm.Segue un periodo gelido, culminante con i -31 °C di Campo Felice. A febbraio le cose non cambiano: sul Fucino continua a nevicare per quasi tutto il mese, colpita duramente la Marsica, a Tagliacozzo cadono 80-100 cm in una sola notte. Gli accumuli toccano circa 3 metri a quote di 1500 metri. A marzo nevica nuovamente ovunque, e stavolta il vero protagonista è il gelo fuori stagione: si toccano i -11 °C ad Avezzano e i -31 °C ai Piani di Pezza.
Ma il ciclo di maltempo non finì con la copiosa nevicata: proseguì nei successivi giorni, poiché una volta che la lacuna barica di cui sopra divenne una ben più profonda depressione, per una sorta di effetto pendolo si mise in lento movimento verso oriente secondo una direttrice bassa in latitudine.
Questo non fece altro che intensificare sull'Italia il flusso caldo umido e qui vi fu la capitolazione del cuscino freddo di cui abbiamo detto. Per effetto dello scirocco a Castelnovo il manto nevoso praticamente scomparve già il giorno 31.
Il freddo artico toccò quindi alla penisola iberica con neve a Lisbona il 29 Gennaio 2006 e in molte località spagnole che ricordarono l'inverno del 1956.

## Fine del dominio artico
L'Italia fu successivamente investita da correnti molto miti e umide gli ultimi giorni di gennaio che provocarono una settimana con temperature sopra la media.
Al sud però transitò una violenta depressione che portò nubifragi e forti venti.

## Breve ritorno dell'artico
L'Anticiclone delle Azzorre si espanse ancora a nord-est facendo scivolare un'altra saccatura artico-continentale verso il mediterraneo.
Questa saccatura portò nevicate in Puglia e nel versante adriatico.
A marzo un'altra potente sciabolata artica fece crollare le temperature in tutta Italia in particolare nel nord-Italia.
A Livigno la temperatura minima toccò i -30 °C con il contributo del cielo sereno e anche altre città del Nord Italia toccarono minime molto basse come a Milano dove si registrarono -6 °C.